# Albany-Rensselaer
Albany-Rensselaer – stacja kolejowa w Albany, w stanie Nowy Jork, w USA. Stacja posiada 2 perony. W roku finansowym 2010 ze stacji skorzystało 737 259 pasażerów, co dało jej pozycję drugiej najczęściej używanej stacji Amtraku w stanie Nowy Jork.

## Połączenia
Jedynym przewoźnikiem obsługującym stację jest Amtrak, którego pociągi zatrzymują się tutaj na trasie pięciu połączeń: 
| nazwa połączenia    | miasto docelowe (kierunek północny)          | miasto docelowe (kierunek południowy) |
| ------------------- | -------------------------------------------- | ------------------------------------- |
| Maple Leaf          | Toronto                                      | Nowy Jork                             |
| Empire Service      | Buffalo / Niagara Falls                      | Nowy Jork                             |
| Ethan Allen Express | Rutland                                      | Nowy Jork                             |
| Lake Shore Limited  | Chicago (przez Syracuse, Buffalo, Cleveland) | Boston / Nowy Jork                    |
| Adirondack          | Montreal                                     | Nowy Jork                             |